# Orange Futsal Asti
L'Associazione Sportiva Dilettantistica Orange Futsal Asti è una società italiana di calcio a 5 con sede ad Asti.

## Storia
Dopo due anni passati come "reparto" dell'Associazione Calcio Asti, l'Asti Calcio a 5 diventa una società a sé stante nel 2007. In cinque anni (2005-2010) ha conquistato cinque promozioni consecutive, scalando tutte le categorie del calcio a 5 fino a raggiungere la Serie A. Queste le promozioni degli orange: dalla serie D alla C2 nella stagione 2005-2006, la serie C2 nel torneo 2006-07, la serie C1 nel campionato 2007-08 ed infine la serie B conquistata dopo un lungo testa a testa con inseguimento e sorpasso finale, conclusosi positivamente ai danni dell'Aosta, sconfitto il 4 aprile 2009 al Pala San Quirico, nell'ultima gara casalinga e decisiva per la promozione a soli 39 secondi dalla fine.
Tra i calciatori più rappresentativi della squadra spiccano il brasiliano e capitano Ramon, il laterale e play Gabriel Lima, il pivot Alessandro Patias (questi ultimi due, anche giocatori della Nazionale Italiana) ed il difensore Anderson Pellegrini (ritiratosi il 1º ottobre 2012, ma tuttora facente parte della società piemontese come allenatore del settore giovanile degli orange).
Nell'estate 2012 acquisti faraonici per gli orange, che si rivela autentica regina del mercato puntando allo Scudetto grazie all'arrivo dei campioni d'Italia Rodolfo Fortino e Vampeta provenienti dalla Luparense, l'approdo del laterale argentino Hernán Garcias e del portiere Kiko Bernardi. In passato nella rosa dei galletti hanno militato altri giocatori come il nippo-brasiliano Kazuo Fabio Honda, Sinisa Milosevic (unico giocatore in Italia a vantare il record assoluto di aver segnato in tutti i campionati, dalla D alla massima divisione e attuale allenatore del settore giovanile della società) ed il portiere Danilo Scarparo. L'ingresso alle partite interne è gratuito anche per la stagione 2009-10 con offerte libere a favore della Croce Verde il cui progetto si chiama "Orange Fair" e nella passata stagione è stato dato un contributo a Livio Carmino che opera come volontario a favore dei bambini del Madagascar. Il 7 aprile 2010 l'Asti Garage ha conquistato la serie A con una partita d'anticipo battendo l'Imola e centrando così il 15º risultato utile consecutivo.
Dopo un lungo periodo con lo sponsor tecnico Agla, il 1º agosto 2011, lo sponsor tecnico diventa Joma. Nel marzo 2011 nella fase finale della Coppa Italia alla sua prima partecipazione assoluta, l'Asti viene eliminato ai quarti di finale dal Montesilvano, perdendo ai tempi regolamentari per 4-2. Nel luglio 2011 c'è un cambio di nome per via dello sponsor: da Asti Garage ad Asti Acqua Eva.
Dalla stagione 2011–2012 il biglietto diventa prima da 2€ (curva) e 5€ (tribuna) poi da 3€ e 5€ che però verranno sempre donati alla Croce Verde. L'11 marzo 2012 conquista per la prima volta il primo storico trofeo: la Coppa Italia, battendo in una finale spettacolare la Luparense per 4-3 con reti di Ramon, Lima, Patias e Bessa.
Dopo sette anni conditi da quattro promozioni consecutive (dalla Serie C2 alla Serie A) nonché il primo storico trofeo della società, la stagione 2012-13 segna il termine dell'era Tabbia: l'allenatore lascia la panchina degli orange, passando al ruolo di osservatore. Al suo posto è ingaggiato il portoghese Tiago Polido, ex tecnico di Arzignano e Marca. Nella stagione 2015-2016 viene promosso ad allenatore Cafu, e l'Orange vince il suo primo scudetto in finale contro il Rieti. In polemica con il consiglio direttivo della Divisione Calcio a 5, la stagione seguente il presidente Giovannone annuncia la rinuncia al campionato di Serie A: i campioni d'Italia ripartono dalla Serie D provinciale. Dalla stagione 2017-18 la società assume la denominazione Orange Futsal Asti.

## Cronistoria
| Cronistoria dell'Orange Futsal Asti |
| --- |
| - 2005 · Fondazione dell'Asti C5, come sezione dell'Asti. - 2005-06 · 1ª in Serie D Piemonte. Promossa in Serie C2. - 2006-07 · 1ª in Serie C2 Piemonte. Promossa in Serie C1. - 2007 · Scissione dall'Associazione Calcio Asti. - 2007-08 · 1ª in Serie C1 Piemonte. Promossa in Serie B. - 2008-09 · 1ª nel girone A di Serie B. Promossa in Serie A2. 1ª fase di Coppa Italia di Serie B. - 2009-10 · 1ª nel girone A di Serie A2. Promossa in Serie A. - 2010-11 · 7ª in Serie A. Quarti di finale play-off scudetto. Quarti di finale di Coppa Italia. - 2011-12 · 6ª in Serie A. Quarti di finale play-off scudetto. Vince la Coppa Italia (1º titolo). - 2012-13 · 1ª in Serie A. Semifinalista play-off scudetto. Quarti di finale di Coppa Italia. Finalista di Supercoppa italiana. - 2013-14 · 1ª in Serie A. Semifinalista play-off scudetto. Quarti di finale di Coppa Italia. Vince la Winter Cup (1º titolo). - 2014-15 · 3ª in Serie A. Quarti di finale play-off scudetto. Vince la Coppa Italia (2º titolo). Vince la Winter Cup (2º titolo). - 2015 · Assume la denominazione Orange Futsal Asti. - 2015-16 · 1ª in Serie A, Campione d'Italia (1º titolo). Finalista di Coppa Italia. Finalista di Supercoppa italiana. - 2016 · Rinuncia alla Serie A e iscrizione in Serie D Piemonte. - 2016-17 · 1ª nel girone B di Serie D Piemonte. Promossa in Serie C2. - 2017-18 · 1ª nel girone B di Serie C2 Piemonte. Promossa in Serie C1. Vince la Coppa Piemonte di Serie C2 (1º titolo). - 2018-19 · 1ª in Serie C1 Piemonte. Promossa in Serie B. Finalista di Coppa Italia regionale. - 2019-20 · 4ª nel girone A di Serie B. Turno preliminare di Coppa Italia di Serie B. Turno preliminare di Coppa della Divisione. - 2020-21 · 6ª nel girone A di Serie B. - 2021-22 · 2ª nel girone A di Serie B. Ripescata in Serie A2. 2º turno di Coppa Italia di Serie B. - 2022-23 · 12ª nel girone A di Serie A2. Trentaduesimi di finale di Coppa della Divisione. - 2023-24 · 12ª nel girone A di Serie A2. Retrocessa in Serie B, viene ripescata. 3º turno di Coppa della Divisione. - 2024-25 · 3ª nel girone A di Serie A2. Semifinalista play-off promozione. Fase a gironi di Coppa della Divisione. |

## Società

### Organigramma
- Claudio Giovannone - Presidente
- Maria Cristina Truffa - Presidente onorario
- Lorenzo Lombardi - Vice presidente
- Marco Caccialupi - Segretario
- Sinisa Milosevic - Tesoriere
- Sergio Lombardi - Consigliere
- Claudio Giovannone - Consigliere
- Maurizio Lombardi - Consigliere
- Riccardo Ruscalla - Consigliere
- Maurizio Lombardi - Direttore generale
- Marco Caccialupi - Responsabile settore giovanile
- Lorenzo Lombardi - Responsabile comunicazione
- Sinisa Milosevic - Direttore organizzativo
- Lorenzo Lombardi - Responsabile marketing
- Roberto Massimelli - Team manager
- Costantin Pletosu - Fotografo ufficiale
- Salvatore Toscano - Addetto agli arbitri
- Lorenzo Lombardi - Addetto stampa

### Allenatori
- 2005-2006 ·  Massimo Tirone
- 2006-2013 ·  Sergio Tabbia
- 2013-2015 ·  Tiago Polido
- 2015-2016 ·  Cafu
- 2016-2022 ·  Hernán Patané
- 2022-2023 ·  Edoardo Morellato
- 2023-202? ·  Hernán Patané

## Palmarès

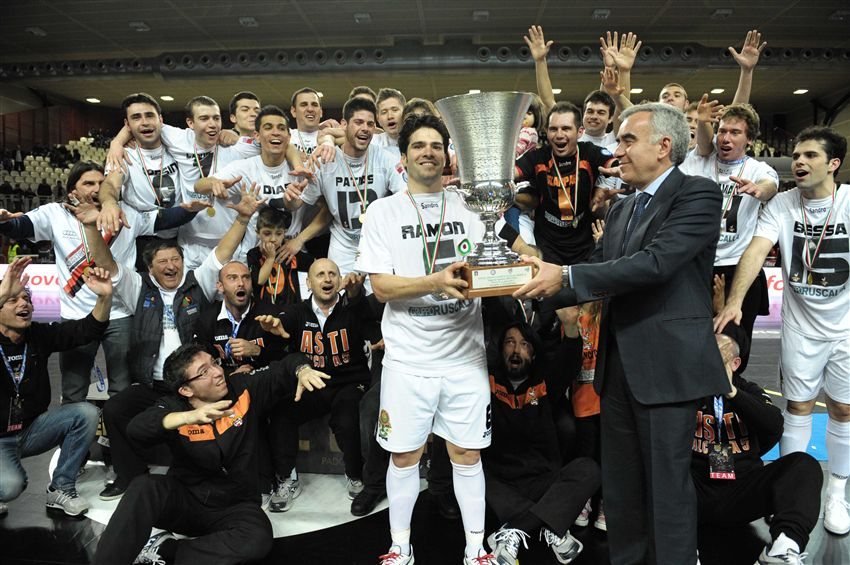
I giocatori dell'Asti festeggiano la vittoria della Coppa Italia 2012

### Competizioni nazionali
- Campionato italiano: 1

2015-16
- Coppa Italia: 2

2011-12, 2014-15
- Winter Cup: 2

2013-14, 2014-15

## Statistiche

### Partecipazione ai campionati
| Livello | Categoria | Partecipazioni | Debutto   | Ultima stagione |
| ------- | --------- | -------------- | --------- | --------------- |
| 1°      | Serie A   | 6              | 2010-2011 | 2015-2016       |
| 2°      | Serie A2  | 2              | 2009-2010 | 2022-2023       |
| 3°      | Serie B   | 4              | 2008-2009 | 2021-2022       |
| 4°      | Serie C1  | 2              | 2007-2008 | 2018-2019       |
| 5°      | Serie C2  | 2              | 2006-2007 | 2017-2018       |
| 6°      | Serie D   | 2              | 2005-2006 | 2016-2017       |

### Statistiche di squadra
Il 6 ottobre 2012 per la prima volta l'Asti si ritrova in testa solitaria alla classifica di serie A. Nel corso dell'intero anno solare 2012 non ha mai perso: in 12 incontri disputati tra campionato e play-off, gli orange hanno ottenuto 7 vittorie e 5 pareggi, compreso il 2-2 conquistato contro la Lazio nella Gara 1 dei play-off scudetto. È la prima volta che raggiunge questo primato da quando disputa la serie A.
Il 21 dicembre 2012 superando in casa il Napoli, ha ottenuto il maggior numero di punti conquistati nell'intero anno solare da quando gioca nella massima serie, considerando sia le partite disputate in casa, che quelle giocate in trasferta: 44 punti totali, di cui 18 raccolti nella prima metà dell'anno e 26 nella seconda metà (che diverranno 29). Complessivamente però, sono 47 quelli conquistati dagli orange grazie al successo nell'ultimo incontro di campionato dell'anno, ottenuto a Venezia. Viene così battuto il precedente record stabilito di punti raggiunti: infatti, nel corso del 2011 furono 43, a cavallo dei due campionati (19 tra gennaio ed aprile e 24 tra settembre e dicembre).
Con il successo ottenuto contro il Pescara, il 26 gennaio 2013, ottiene e raggiunge il 16° risultato utile consecutivo, superando la precedente migliore striscia positiva di risultati stabilita nella stagione 2009-2010, anno della promozione in A: è il miglior filotto di risultati in assoluto, conseguito da quando milita nella massima serie.